# Carrhotus albolineatus
Carrhotus albolineatus is een spinnensoort in de taxonomische indeling van de springspinnen (Salticidae).
Het dier behoort tot het geslacht Carrhotus. De wetenschappelijke naam van de soort werd voor het eerst geldig gepubliceerd in 1846 door Koch.

## Voorkomen
De soort is endemisch op Java.